# Emma Johnson
Emma Johnson (Sydney, 24 febbraio 1980) è un'ex nuotatrice australiana.
Specializzata nello stile libero e nei misti, ha vinto la medaglia di bronzo nella staffetta 4x200 m sl alle Olimpiadi di Atlanta 1996.

## Palmarès
- Olimpiadi

Atlanta 1996: bronzo nella 4x200m sl.
- Mondiali in vasca corta

Goteborg 1997: oro nei 400m misti e bronzo nella 4x200m sl.
- Giochi PanPacifici

Atlanta 1995: argento nella 4x200m sl.